# Новодубровка (Кожевниковський район)
Новодубро́вка (рос. Новодубровка) — присілок у складі Кожевниковського району Томської області, Росія. Входить до складу Пісочнодубровського сільського поселення.

## Населення
Населення — 26 осіб (2010; 33 у 2002).
Національний склад (станом на 2002 рік):
- чуваші — 58 %
- росіяни — 39 %